# Ormholt
Ormholt (Vormholt) er en hovedgård beliggende Nejsumvej 12, ca. fem kilometer sydøst for Østervrå i Torslev Sogn, Dronninglund Herred, Hjørring Amt,
Ormholt nævnes første gang i 1455, hvor væbneren Anders Thomesen skrev sig til Ormholt, hans enke Maren Pedersdatter gav alt sin ret til Ormholt og dens fang med videre til Børglum bispestol. Dog i 1464 skrev væbneren Mogens Henriksen sig af Ormholt, men har muligvis været bispens lensmand på Ormholt. Senere må gården have tilhørt rigshofmesteren Mogens Gøye til Krenkerup og i hvert fald i 1552 og 1574 tilhørte gården hans datter Fru. Helvig Gøye (død 1597). Efter 1597 tilhørte Ormholt Axel Urup (død 1601) til Vapnø, derefter i 1620 admiral Peder Munk (Lange) (død 1623) til Estvadgård og Sæbygaard
Ormholts hovedbygning er i nygotisk stil fra 1854. Bygningen blev fredet 1990.

## Ejere
- 1455 Anders Thomesen
- Børglum bispestol
- 1535 ca. Mogens Gøye
- 1552 Helvig Gøye
- 1597 Axel Urup
- 1620 ca. Peder Munk Lange
- 1623 ca. Otte Christensen Skeel
- 1625 ca. Margrethe Ottesdatter Rosenkrantz
- 1632 ca. Frederik Rantzau
- 1645 Ide Ottesdatter Skeel
- 1660 Corfitz Trolle
- 1682 Jens Juel
- 1683 Søren Pedersen Kjærulf
- 1687 Niels Mortensen Kjærulf
- 1707 Henrik Sørensen Kjærulf
- 1710 Henrik Klein
- 1733 Henrik Bornemann Kjeldsen
- 1755 Karen Hansdatter
- 1766 Kjeld Nikolaj Bornemann
- 1797 Jørgen Gleerup og Severin Gleerup
- 1798 Anders Sørensen Kaas
- 1811 Chr. Severin Schiørring
- 1823 Johanne Finderup gift Deichmann
- 1827 Hans Christian Bruun (svigersøn)
- 1868 Elisabeth Catrine Bente Rudolfine Deichmann gift Bruun
- 1872 Lambert Daniel Bruun (søn)
- 1906 Niels Marinus Bruun (søn)
- 1953 Dagmar Theodora Hansen gift Bruun
- 1963 P. Brokholm [1]
- 1979 Erik Seidenfaden (Proprietær født 1943, ikke redaktøren født 1910)